# Giulio Gabrielli der Ältere

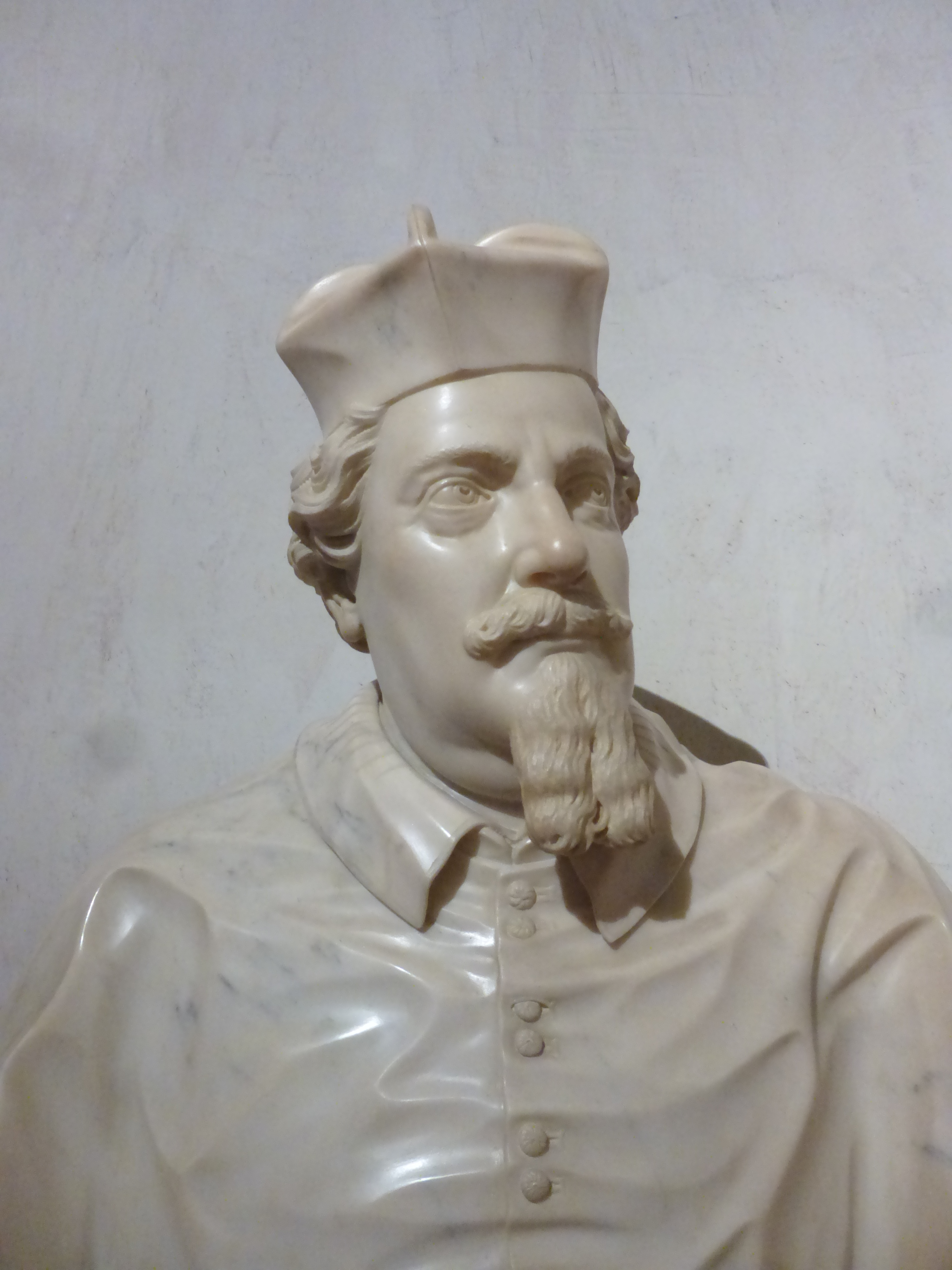
Kardinal Giulio Gabrielli (Büste von Giuseppe Mazzuoli, 1694–1700)

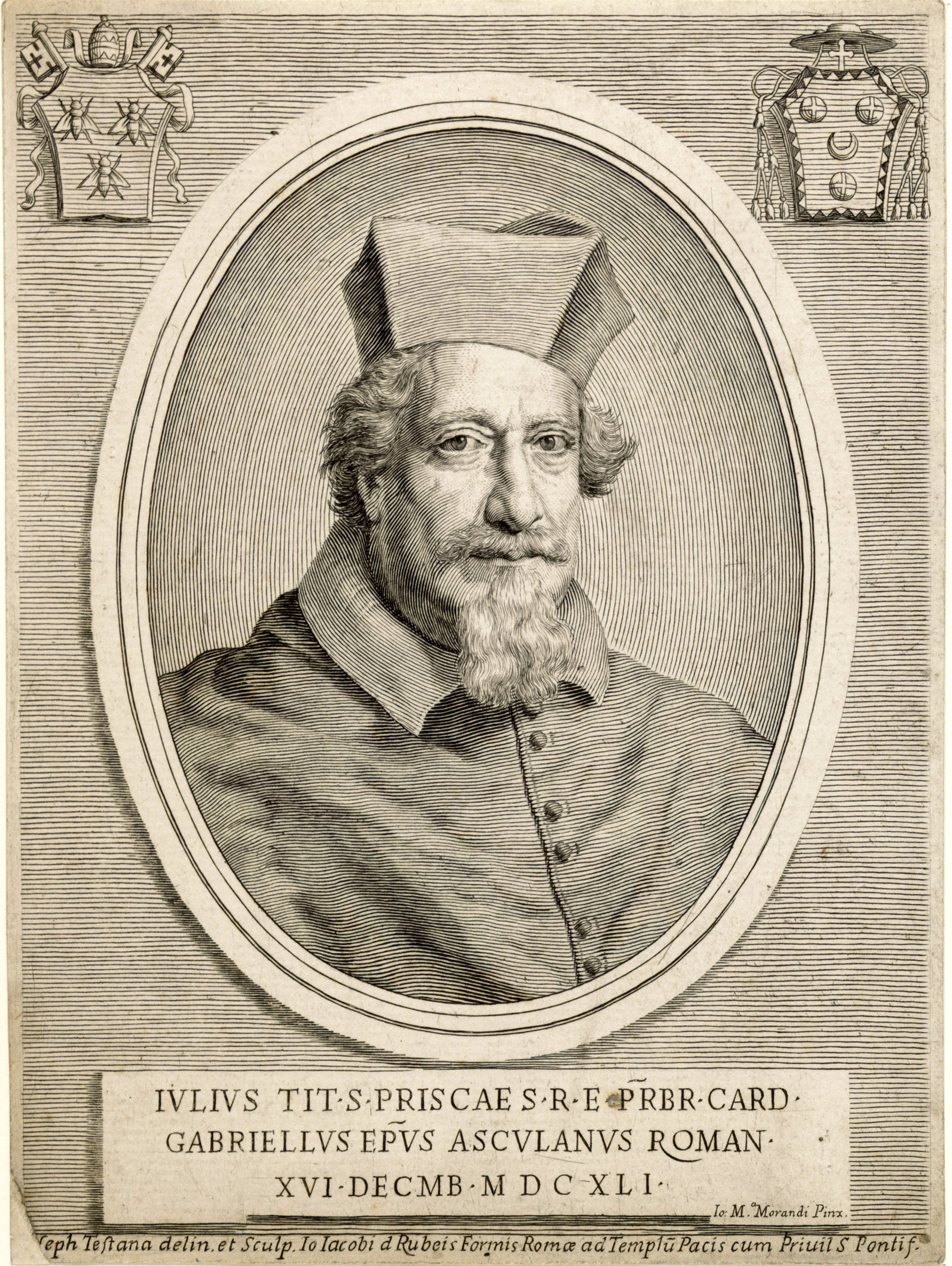
Giulio Kardinal Gabrielli (Stich von Giuseppe Maria Testana, um 1665)

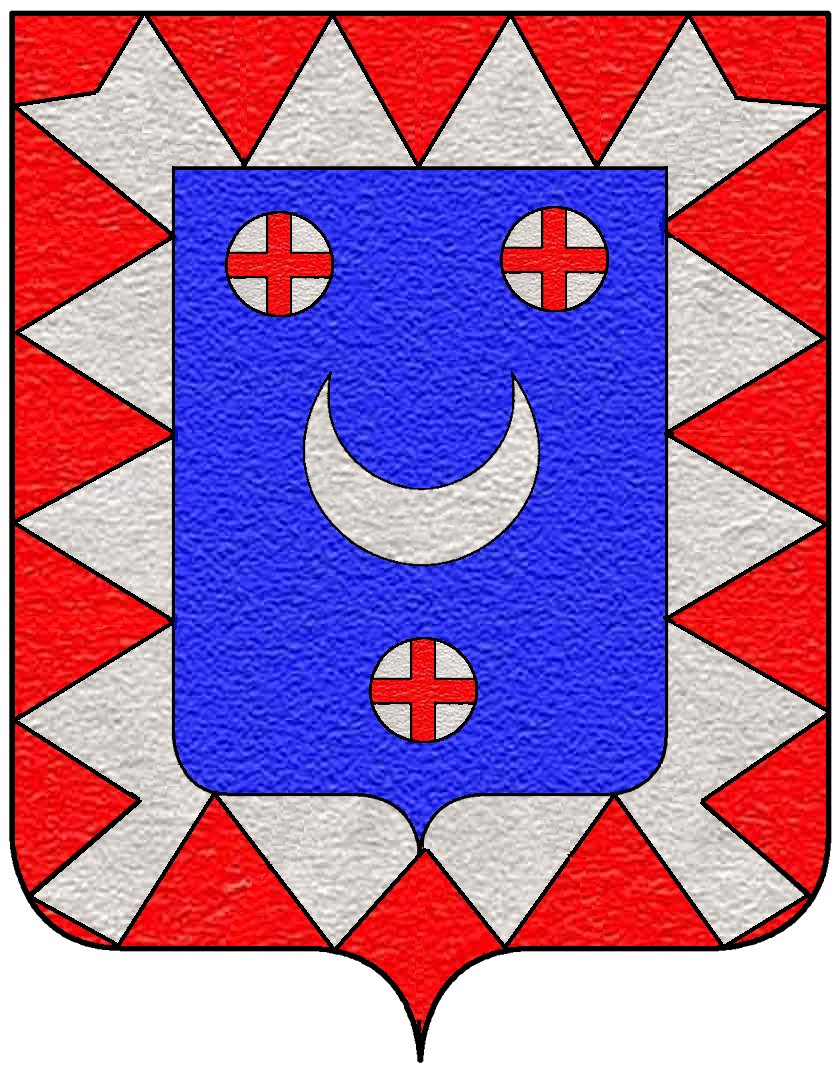
Wappen des Hauses Gabrielli

Giulio Gabrielli (* 6. Januar 1603 in Rom; † 31. August 1677 ebendort) war ein italienischer Bischof und Kardinal.

## Biografie
Er wurde in Rom als Sohn einer alten, ursprünglich aus Gubbio stammenden Fürstenfamilie die Ende des 14. Jahrhunderts nach Rom zog, geboren. Er war der Sohn von Antonio Gabrielli und Prudenzia Lancellotti, Neffe von Kardinal Orazio Lancellotti, direkter Cousin von Papst Clemens X. und Onkel des Poeten aus der Accademia dell’Arcadia Prudenza Gabrielli Capizucchi.
Schon in sehr jungen Jahren war er Kleriker in der Apostolischen Kammer und wurde später deren Dekan. Er war Referendar an der Apostolischen Signatur.
Papst Urban VIII. erhob ihn am 16. Dezember 1641 im Konsistorium zum Kardinal und übertrug ihm die Titeldiakonie von Santa Maria Nuova und die apostolische Delegation von Urbino, zu der auch Gubbio, das Herkunftsland seiner Familie, gehörte. Kurz darauf, am 10. Februar 1642, wurde er zum Bischof von Ascoli Piceno ernannt.
Er bekleidete das Amt des Kardinalprotodiakons und später das des Kardinalprotopriesters und erreichte 1668 die Position des Kardinalbischofs von Sabina.
Im Oktober 1670 wurde er zum Kardinallegat in der Romagna, Gouverneur von Fermo und Gouverneur von Capranica ernannt.
Er starb am 31. August 1677 an Malaria und wurde in Rom, in Santa Maria sopra Minerva begraben.
Eine Büste von ihm befindet sich heute im Museum von Rom im Palazzo Braschi und gilt als das Werk von Gian Lorenzo Bernini, wird aber von Kunsthistorikern auch seinem Schüler Giuseppe Mazzuoli zugeschrieben.
Ein Verwandter von ihm, Giulio Gabrielli, genannt il giovane, wurde 1801 ebenfalls Kardinal und bekleidete das Amt des Außenministers.

## Konklaven
Während seiner Amtszeit als Kardinal nahm Giulio Gabrielli, immer auf der Seite der spanisch-imperialen Fraktion, an den Konklaven teil:
- Konklave 1644 wählte Papst Innozenz X. (Gabrielli blieb jedoch nicht bis zum letzten Wahlgang am 15. September, da er das Konklave am 10. September aus gesundheitlichen Gründen verlassen musste)
- Konklave 1655, wählte Papst Alexander VII.
- Konklave 1667, wählte Papst Clemens IX.
- Konklave 1669–1670, wählte Papst Clemens X.
- Konklave 1676, wählt Papst Innozenz XI.